# Gagea daghestanica
Gagea daghestanica là một loài thực vật có hoa trong họ Liliaceae. Loài này được Levichev & Murtaz. mô tả khoa học đầu tiên năm 2005.